# Wharf de Cotonou
Le wharf de Cotonou était un appontement situé dans la zone portuaire de la ville de Cotonou, au Bénin, en Afrique de l'Ouest de 1892 à 1965.

## Historique
À la suite de la première Guerre du Dahomey en 1890, sur l'avis d'une commission nommée par l'amiral Cavelier de Cuverville, le ministère des Colonies décide de construire un appontement dit « wharf » sur la côte de Cotonou. En septembre 1891, une convention est signée à Paris entre le Résident de France Victor Ballot et Édouard Viard concessionnaire, les travaux furent mis en œuvre par les ingénieurs Thomas, Daydé et Pillé. La construction commencée en janvier 1892 sera achevée à la fin de la même année par la Société de construction des Batignolles (Goüin et Cie),.

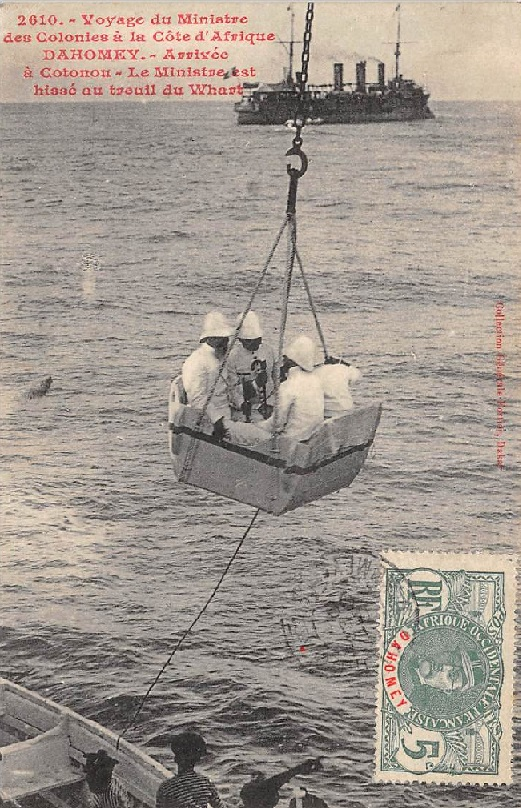
Voyage du ministre des colonies au Dahomey en 1900.

### L'expédition du général Dodds
Ce wharf facilitera le débarquement des troupes du Général Alfred Dodds lors de la seconde Guerre du Dahomey, lorsque la France déclare la guerre au roi Béhanzin,,. Le général Dodds fut nommé au commandement supérieur des établissements français du golfe du Bénin situés sur la côte des Esclaves,,.
Le wharf était une passerelle métallique d'une longueur de 400 m partant de la côte et s’arrêtant au-delà de la zone de vagues, cette avancée dans la mer jusqu’au-delà de la zone perturbée par la barre permettait un accès dans une eau plus calme pour le transbordement des navires,. 
Une flottille de huit chaloupes et vingt-six barcasses (grosses barques) effectuait la navette entre les navires ancrés en rade et les grues placées à l’extrémité du wharf. Dans la zone du wharf se trouvaient plusieurs entrepôts de stockage d'huile de palme, amandes et autres marchandises. La concession du wharf de Cotonou a été successivement exploitée de 1893 à 1909 par la Société Française du wharf de Cotonou, la Société des magasins généraux du Bénin et la Compagnie des magasins et appontements du Dahomey.

### Afrique-Occidentale française (A.-O.F.)
En 1909, « par suite de stagnation des recettes et de l'exagération des dépenses d'exploitation », la colonie reprend la concession du wharf et de ses services annexes, puis, par une convention du 21 septembre 1909, l'exploitation est confiée à la Compagnie Française des chemins de fer au Dahomey.  
En 1910, 1926, 1928 puis en 1950, le wharf de Cotonou est successivement amélioré et devancera rapidement par son efficacité les ports de Ouidah et Grand-Popo. En 1932, l'exploitation du wharf est régie par la Société des Ports Coloniaux.  
Un port en eau profonde est ensuite créé en 1965.

## Galerie

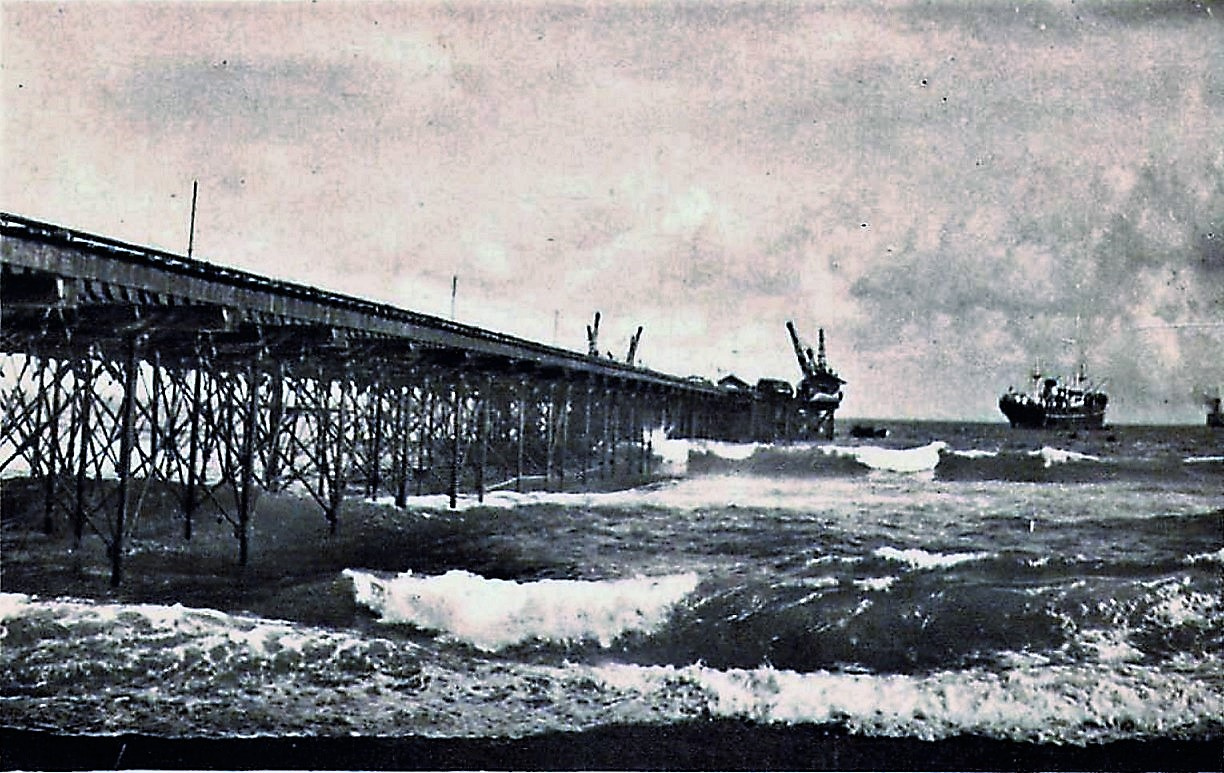
Wharf de Cotonou vers 1910.
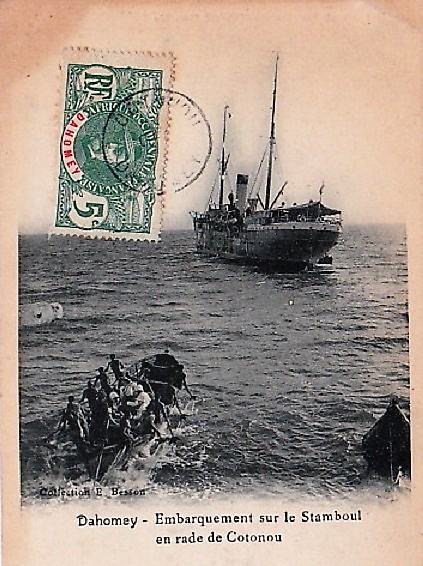
Embarquement sur le Stamboul en rade de Cotonou vers 1910.
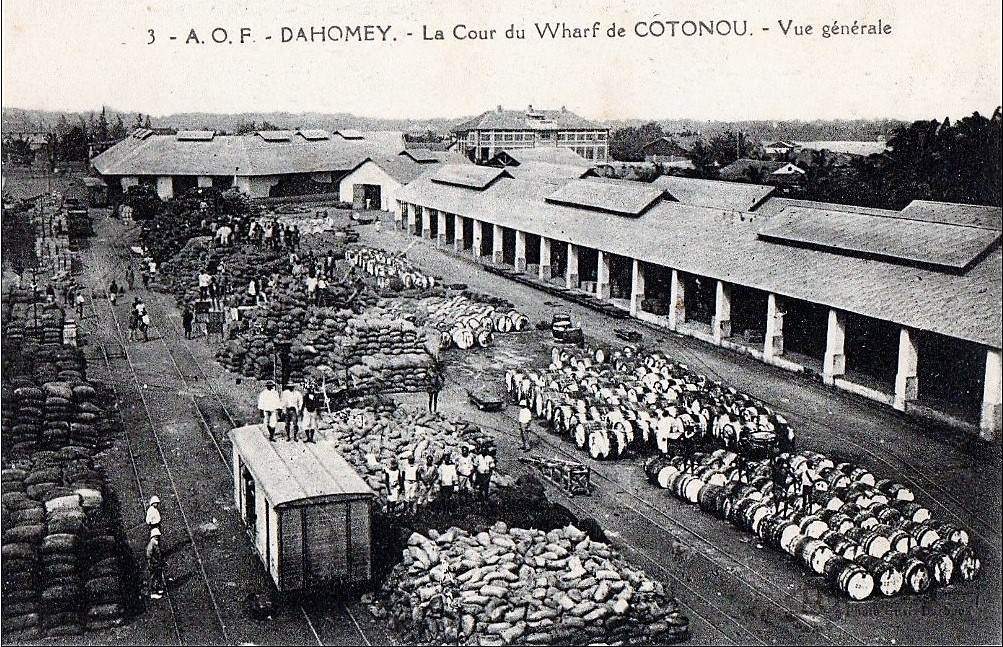
La cour du wharf de Cotonou vers 1910.
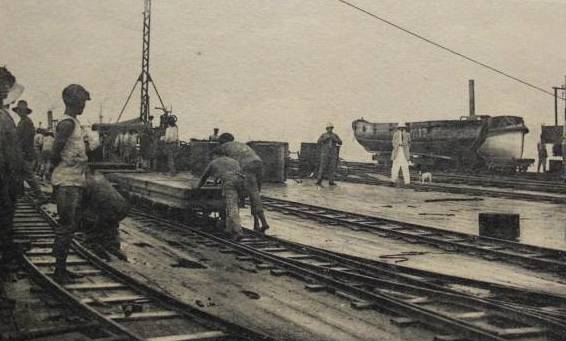
Sur le wharf de Cotonou en 1910.